# Цуур

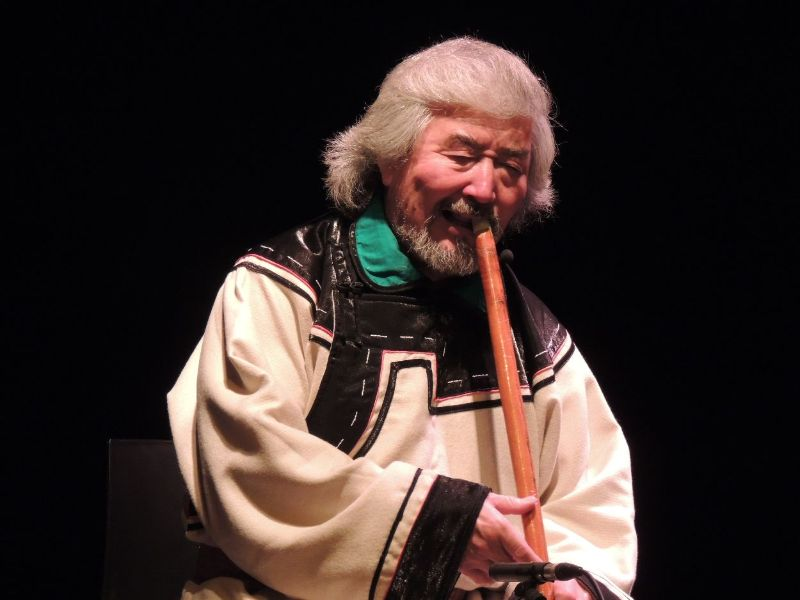
Монгольский мастер игры на цууре Нанджид Сегендордж (1948—2020)

Цуур (монг. Цуур) — монгольский народный музыкальный инструмент, открытая трубчатая флейта с тремя отверстиями под пальцы. Один из самых древних музыкальных инструментов (предположительно, IV—III тысячелетие до нашей эры). Многие азиатские тюркские народы имеют подобные музыкальные инструменты. Например, башкирская флейта курай имеет сходное строение и звучание.
В технике игры на цууре используются зубы, язык и губы исполнителя для создания потока воздуха; пальцами закрываются отверстия в боковой поверхности инструмента.
Традиционные мелодии и звуки, исполняемые на цууре, часто подражают звукам природы: течению воды, крикам животных, пению птиц, которые можно услышать в азиатских степях или на склонах гор.